# Carol Tenopir
Carol Diane Tenopir (17 de setembre de 1952) és una bibliotecària i documentalista estatunidenca. Les seves aportacions se centren en l'estudi de la comunicació científica, bé sigui a través de revistes impreses o electròniques.

## Biografia
Neix en Whittier, Califòrnia (EUA). Estudia Biblioteconomia a la Universitat Estatal de Califòrnia, Fullerton i es doctora el 1984 amb una tesi sobre la recuperació de la informació en bases de dades d'articles a text complet a la Universitat d'Illinois.
Tenopir sempre ha estat lligada a la universitat, començà a treballar com a bibliotecària a la Universitat de Hawaii del 1979 al 1981; i el 1983 es converteix en professora a la Facultat d'Informació i Documentació. El 1994 es trasllada a la Universitat de Tennessee en Knoxville, on va dirigir el departament d'informació i també el seu centre de recerca.
Es va casar el 1972 amb Terry Belis, però es va divorciar dos anys després. El 1979 es casa amb Gerald Wayne Lundeen, amb qui té un fill.

## Obra científica
L'obra científica de Tenopir ha estat lligada a les publicacions científiques, tant impreses com electròniques. Al costat de Donald King realitza estudis sobre el comportament des de 1977, utilitzant com a mètode l'enquesta. Va mesurar valors com el canal de transmissió, el tipus de format, la matèria a tractar, el nivell científic, el lloc de treball, els objectius acadèmics...
Tenopir i King van verificar que com més es produeix, més es llegeix; ja que els usuaris que llegien aquells articles d'autors més prestigiosos, eren aquells que obtenien premis i/o projectes de recerca. Van arribar a la conclusió que els usuaris valoraven la marca de la revista (si és prestigiosa, per exemple si està indexitzada per les bases de dades ISI o Scopus), la presentació de l'article o el sistema d'avaluació dels articles. També destacaren que els alumnes no sabien jutjar la qualitat de les fonts d'informació convenientment, i devien deixar-se assessorar pel personal de la biblioteca o el centre de documentació.
El 2000 va realitzar un important estudi de recerca sobre la utilització de les revistes electròniques titulada Towards electronic journals. En aquest estudi de recerca es planteja una metodologia per a esbrinar els beneficis que suposa l'accés obert (open access, OA) a investigadors, administració, etc., i els estalvis generats per una major accessibilitat en l'ús i en la immediatesa; a més de no necessitar-se permisos d'ús.
També investigà l'ús que fan de les revistes els professors i investigadors universitaris, concloent que el 75% les utilitza en recerca; però en l'ús de la docència l'ús queia fins al 40%. A més, va demostrar que l'edat i/o la posició acadèmica estan inversament relacionades amb el seu ús. També va poder quantificar el temps necessari per a llegir o revisar un article en aquest nou mitjà. Els resultats van ser:
- Escrits: entre 90 i 100 hores.
- Revisats: entre 3 i 6 hores.
- Llegits: 34 minuts.

A més, Tenopir va estudiar si es produeix benefici econòmic quan les universitats inverteixen en les seves biblioteques, trobant com a resultat que per cada dòlar invertit se n'obtenen quatre de mitjana.
L'obra de Carol Tenopir ha estat guardonada amb el Premi ASIST al Mèrit Acadèmic en 2009. Ha escrit més de 200 articles científics i té una columna d'opinió en la revista científica Library Journal.